# Liberté syndicale
La Liberté syndicale est le droit d'adhérer ou non à un syndicat, de choisir son syndicat.

## Par pays

### Canada
En droit canadien, le droit de choisir un syndicat est englobé dans la notion de liberté d'association. Depuis 2015, la liberté d'association est aussi interprétée par la Cour suprême comme incluant le droit d'exercer les activités du syndicat, telles que la négociation collective et la grève.
La Commission d'enquête sur l'exercice de la liberté syndicale dans l'industrie de la construction, plus connue sous le nom de Commission Cliche, a été créée en 1974 à la suite de conflits intersyndicaux ayant entraîné le saccage de la Baie-James.

### France
La loi du 21 mars 1884 relative à la création des syndicats professionnels consacre la liberté syndicale. Elle affirme que les syndicats « pourront se constituer librement sans l'autorisation du Gouvernement ».
En France, ce droit est soumis à un régime de déclaration préalable. Un syndicat peut librement se constituer en déposant à la mairie des statuts. Bien qu'aucune forme particulière ne soit imposée, ces statuts doivent cependant indiquer les identités respectives de son trésorier et de son président.
Ces statuts contiennent souvent des clauses assez classiques, à savoir :
- l'objet du syndicat
- le siège
- l'organisation interne
- le secteur géographique concerné
- les règles de fonctionnement
- les conditions de modification des statuts
- les conditions de la dissolution

Selon une circulaire de la Direction des Relations du Travail datée du 30/11/1984, « Bien que la loi n'impose aucune formalité en l'espèce et afin d'éviter toute contestation ultérieure, il paraît cependant souhaitable que les organisations syndicales informent l'employeur, par lettre recommandée avec accusé de réception, de la constitution dans son entreprise d'un syndicat ou d'une section syndicale, et en adressent un exemplaire à l'inspecteur du travail ».
Ce droit inclut la liberté de l'action syndicale ce qui empêche le chef d'entreprise de s'y opposer.
Évolution de la jurisprudence constitutionnelle
Le Conseil constitutionnel protège la liberté syndicale en vertu de l'alinéa 7 du préambule de 1946 notamment.
décision 82-144DC: Constitutionnalisation
Premier temps, simple référence à la liberté syndicale: 
- 81-127
- 82-144
- 83-162

Deuxième temps, fin de la période d'ambiguïté le Conseil Constitutionnel fait désormais référence explicitement à l'alinéa 4 du préambule de 1946 pour fonder la liberté syndicale: 89-257 
Après la décision 89-257DC le Conseil constitutionnel fait référence a la notion de « liberté syndicale », celle de droit syndical n'étant désormais soulevé que lorsqu'il s'agit de déterminer les principes fondamentaux du régime de la liberté.

### Suisse
En Suisse, la Constitution fédérale prévoit que « Les travailleurs, les employeurs et leurs organisations ont le droit de se syndiquer pour la défense de leurs intérêts, de créer des associations et d’y adhérer ou non. Les conflits sont, autant que possible, réglés par la négociation ou la médiation » (article 28).

## Cas particulier du personnel militaire
En Europe, 19 des 42 États membres du Conseil de l'Europe dotés de forces armées ne garantissent pas le droit d'association à leur personnel militaire et 35 ne garantissent pas le droit de négociation collective. Or, le 2 octobre 2014 la Cour européenne des droits de l'homme conclut à l'unanimité que l'interdiction des syndicats au sein de l'armée française viole l'article 11 de la Convention européenne des droits de l'homme. La Cour conclut que « si l'exercice de la liberté d'association des militaires peut faire l'objet de restrictions légitimes, l'interdiction pure et simple de constituer un syndicat ou d'y adhérer porte atteinte à l'essence même de cette liberté, une atteinte prohibée par la Convention. »